# 韩家楼乡
韩家楼乡，是中华人民共和国山西省忻州市五寨县下辖的一个乡镇级行政单位。

## 行政区划
韩家楼乡下辖以下地区：
韩家楼村、丈子沟村、肖家村、周家坪村、管家湾村、窑子头村、孙家梁村、阳宅村、固城村、魏家窊村、碾窊村、郜家峪村、大河湾村、李家庄村、邬耳村、前兑堡村、后兑堡村、双泉墕村、杨家庄村、付家梁村、沟南村、窑会村、滩咀头村、峰兑坡村、铧咀村和养马坪村。